# 오세아니아 핸드볼 네이션스 컵
오세아니아 핸드볼 네이션스 컵(Oceania Handball Nations Championship)은 퍼시픽 컵(Pacific Cup)이라고도 하며 오세아니아 지역에 위치한 국가의 핸드볼 실력을 가늠하는 대회로 2년마다 열린다. 상위팀에게는 세계 핸드볼 선수권 대회에 나갈 수 있는 기회도 주어진다.

## 남자 토너먼트
| 2004 상세히 | 호주, 시드니 | 오스트레일리아 | 28 - 19 | 누벨칼레도니   | 프랑스령 폴리네시아 | 34 - 29 | 뉴질랜드 |
| 2006 상세히 | 호주, 시드니 | 오스트레일리아 |         | 누벨칼레도니   | 뉴질랜드            |         | 쿡 제도  |
| 2008 상세히 | 뉴질랜드     | 누벨칼레도니   |         | 오스트레일리아 | 쿡 제도             |         | 뉴질랜드 |

## 여자 토너먼트
| 2007 상세히 | 뉴질랜드 | 누벨칼레도니 |  | 뉴질랜드 | 프랑스령 폴리네시아 |  |  |
| 2009 상세히 |          |              |  |          |                     |  |  |